# Sean McGoldrick
Sean McGoldrick (ur. 3 grudnia 1993) − brytyjski bokser, zdobywca złotego medalu na Igrzyskach Wspólnoty Narodów 2010 w Nowy Delhi oraz brązowego medalu na Igrzyskach Wspólnoty Narodów 2014 w Glasgow, mistrz Walii w kategorii koguciej z roku 2010, 2013, 2014, dwukrotny wicemistrz Wielkiej Brytanii z roku 2011 i 2012

## Igrzyska Wspólnoty Narodów
Na Igrzyskach Wspólnoty Narodów 2010 rywalizował w kategorii koguciej. W 1/8 finału pokonał na punkty (5:2) reprezentanta Ghany Jessie Larteya. W ćwierćfinale pokonał nieznacznie na punkty (4:3) Irlandczyka Tyrone'a McCullougha, zapewniając sobie miejsce na podium. W półfinale, który odbył się 11 października 2014, McGoldrick pokonał brązowego medalistę olimpijskiego z Pekinu, Bruno Julie, wygrywając z nim na punkty (2:1). W finale przegrał po dogrywce z reprezentantem Sri Lanki Manju Wanjarachchim, ale złoty medal został odebrany Wanjarachchiemu za wspomaganie się dopingiem.
Na Igrzyskach Wspólnoty Narodów 2014 rywalizował w kategorii koguciej. W 1/8 finału pokonał niejednogłośnie na punkty Australijczyka Jacksona Woodsa, awansując do ćwierćfinału. W ćwierćfinale pokonał niejednogłośnie na punkty Ayabonga Sonjica, zapewniając sobie miejsce na podium. W półfinale przegrał wyraźnie na punkty z Irlandczykiem Michaelem Conlonem, zdobywając brązowy medal.